# Max Servais
Pour les articles homonymes, voir Servais (homonymie).
Max Servais, né le 23 juillet 1904 à Etterbeek (province de Brabant) et mort le 18 décembre 1990 à Ixelles (région de Bruxelles-Capitale), est un écrivain, illustrateur, caricaturiste et auteur de bande dessinée belge.

## Biographie
Maximilien Gustave Raphaël Servais naît le 23 juillet 1904 à Etterbeek.
Il commence sa carrière dans la marine.
Il écrit des romans policiers et son œuvre policière, diversifiée, compte 10 romans écrits dans un style rapide, imagé, direct, dans la lignée du roman noir américain.
Il est aussi un nom dans l’histoire du surréalisme en Belgique, membre du groupe du Hainaut, compagnon de route du groupe de Bruxelles, il collabore à des publications et des expositions d'avant-garde et s’illustre dans le dessin, la caricature et surtout le collage.
En 1942, il réalise seul l'album de bande dessinée Les Aventures de Jacquy et Marcou - Le Secret du Mastaba publié aux éditions Van Gompel. Pendant la Seconde Guerre mondiale, il est emprisonné quelques mois à la prison de Saint-Gilles ayant été condamné pour avoir distribué une revue clandestine. À la Libération, il livre des dessins pour diverses publications. En 1955, il réalise, à la demande de son employeur le Crédit Communal de Belgique, l'ouvrage intitulé : Armorial des provinces et des communes de Belgique. Il créera également pour ce même employeur, le soldat stylisé qui sera l'emblème pendant de nombreuses années de cette institution financière. En 1970, il est le conservateur du pavillon belge de l'exposition universelle à Osaka. 
Il meurt le 18 décembre 1990 à Ixelles, à l'âge de 86 ans,.

## Œuvres

### Ouvrages
- La Mort de Cléopâtre, Échec et mat, Bruxelles, 1941.
- La Gueule du loup, Éditions A. Beirnaerdt, coll. « Le Jury » no XXI, Bruxelles, 1942, rééd. Éditions Labor, 2006,  (ISBN 978-2804023409).
- La Baie aux requins, Éditions A. Beirnaerdt, coll. « Le Jury » no 46, Bruxelles, 1942.
- Tempête dans le port, Éditions A. Beirnaerdt, coll. « Le Jury » no X, Bruxelles, 1943.
- Le Bonheur commence demain, Illustrations de J. Lempereur, Les Auteurs Associés, Bruxelles, 1943.
- Chambre garnie, Éditions A. Beirnaerdt, coll. « Le Jury », Bruxelles, 1943.
- Crime au Zoute, Éditions A. Beirnaerdt, coll. « Le Jury », Bruxelles, 1943.
- Scandinavish Bar, Éditions A. Beirnaerdt, coll. « Le Jury », Bruxelles, 1943.
- La Sainte-Vehme, Éditions A. Beirnaerdt, coll. « Le Jury » no XVII, Bruxelles, 1944.
- La Saint-Valentin, Éditions A. Beirnaerdt, Bruxelles, 1944.
- La Reine du bal, Éditions A. Beirnaerdt, coll. « Le Jury », Bruxelles, 1946.
- Les Dieux ne nous aiment pas, Éditions Correa, Paris, 1950.
- Armorial des provinces et des communes de Belgique, Éditions Crédit Communal Belge, Bruxelles, 1955.
- Armorial des Provinces et des Communes de Belgique - Complément 1955-1968, Bruxelles, Crédit Communal de Belgique, 1969.
- Collages Surréalistes, Eileen Agar et Max Bucaille, Joseph Cornell, Max Ernst, Georges Hugnet, Nicolas de Lekuona, Roland Penrose, Max Servais, Galerie Zabriskie, Paris, 1990.

### Photomontages
- C'est un peu de rêve que vous gaspillez sur votre passage, 1933 (éléments photomécaniques, fragments typographiques découpés et collés sur papier)[7].
- Une belle matinée de 1936, 1936 (éléments photomécaniques découpés et collés sur papier, rehaussée à la gouache)[8].

### Album de bande dessinée

#### Les Aventures de Jacquy et Marcou
- Le Secret du Mastaba[3],[9], Les anc. impr. Van Gompel SA, Bruxelles, 1942
Scénario et dessin : Max Servais - Couleurs : noir et blanc

## Source
- Centre international Stanislas-André Steeman de la Communauté française à Chaudfontaine, Belgique.